# Lorenzo (Name)
Lorenzo ist ein Vorname und Familienname und die italienische und spanische Form des lateinischen Namens Laurentius, deutsch Lorenz. 

## Varianten
- Laurenz
- Lorenz
- Lorentz
- Lorenzon
- Lorenzino
- Loris
- Lorant

## Namensträger

### Vorname
- aus dem Geschlecht der Medici
  - Lorenzo di Giovanni de’ Medici (1395–1440), jüngster Sohn des Giovanni di Bicci de’ Medici
  - Lorenzo il Magnifico (1449–1492), genannt der Prächtige (il Magnifico), italienischer Politiker und Stadtherr von Florenz
  - Lorenzo di Pierfrancesco de’ Medici (1463–1503)
  - Lorenzo di Piero de’ Medici (1492–1519), Herzog von Urbino, ab 1513 inoffizieller Herrscher von Florenz
- San Lorenzo, christlicher Märtyrer († 258) siehe Laurentius von Rom
- Lorenzo (Showreiter), eigentlich Laurent Serre (* 1977), französischer Showreiter
- Lorenzo Alexander (* 1983), US-amerikanischer American-Football-Spieler
- Lorenzo Amoruso (* 1971), italienischer Fußballspieler
- Lorenzo Annese (* 1937), italienischer Kommunalpolitiker
- Lorenzo Ariaudo (* 1989), italienischer Fußballspieler
- Lorenzo Baldassarri (* 1996), italienischer Motorradrennfahrer
- Lorenzo Buffon (* 1929), italienischer Fußballspieler
- Lorenzo Calogero (1910–1961), italienischer Lyriker
- Lorenzo Carter (* 1995), US-amerikanischer American-Football-Spieler
- Lorenzo Cherubini (* 1966), italienischer Sänger, bekannt als Jovanotti
- Lorenzo Colombo (* 2002), italienischer Fußballspieler
- Lorenzo Cozza (1654–1729), italienischer Franziskaner, Kardinal und Theologe
- Lorenzo Danford (1829–1899), US-amerikanischer Politiker
- Lorenzo Da Ponte, auch Lorenzo Daponte, eigentlich Emmanuele Conegliano (1749–1838), italienischer Dichter
- Lorenzo De Ferrari (1680–1744), italienischer Maler und Freskant
- Lorenzo Delgado (* 1916; † unbekannt), mexikanischer Boxer
- Lorenzo Fellon (* 2004), französischer Motorradrennfahrer
- Lorenzo Ferrero (* 1951), italienischer Komponist
- Lorenzo Guerini (* 1966), italienischer Politiker
- Lorenzo Insigne (* 1991), italienischer Fußballspieler
- Lorenzo Lamas (* 1958), US-Schauspieler
- Lorenzo Lanzi (* 1981), italienischer Motorradrennfahrer
- Lorenzo Lollo (* 1990), italienischer Fußballspieler
- Lorenzo de Luca (* 1987), italienischer Springreiter
- Lorenzo Mbiahou (1977–2014), kamerunisch-malischer Dokumentarfilmer, Bildender Künstler und Kameramann
- Lorenzo Minotti (* 1967), italienischer Fußballspieler
- Lorenzo Monaco (1370–1425), florentinischer Maler
- Lorenzo Narducci (1942–2006), italienisch-US-amerikanischer Physiker
- Lorenzo Patanè (* 1976), deutsch-italienischer Schauspieler
- Lorenzo Pellegrini (* 1996), italienischer Fußballspieler
- Lorenzo Dalla Porta (* 1997), italienischer Motorradrennfahrer
- Lorenzo Ravagli (* 1957), Schweizer anthroposophischer Autor, Verleger und Herausgeber
- Lorenzo Reyes (* 1991), chilenischer Fußballspieler
- Lorenzo Riese (1836–1907), deutscher Kammersänger (Tenor)
- Valerio Lorenzo Rosseti (* 1994), italienischer Fußballspieler
- Lorenzo Sabine (1803–1877), US-amerikanischer Politiker
- Lorenzo Sonognini (* 1970), Schweizer Museumsdirektor und Umweltberater
- Lorenzo Squizzi (* 1974), italienischer Fußballspieler
- Lorenzo Tonelli (* 1990), italienischer Fußballspieler
- Lorenzo Valla (1407–1457), italienischer Humanist der Renaissance
- Lorenzo Veneziano (nachgewiesen 1353–1379), italienischer Maler
- Lorenzo Woodard (* 1983), Geburtsname von Lorielle London, transsexuelle deutsche Sängerin

### Familienname
- Alfonso Lorenzo, argentinischer Fußballspieler
- Andrés Lorenzo Curbelo († 1772), spanischer Geistlicher
- Anselmo Lorenzo (1841–1914), spanischer Anarchist und Gewerkschafter
- Anxo Lorenzo (* 1974), galicischer Gaitaspieler
- Bicci di Lorenzo (1373–1452), italienischer Maler
- Camilo Lorenzo Iglesias (1940–2020), spanischer Geistlicher, Bischof von Astorga
- Cândido Lorenzo González (1925–2019), brasilianischer katholischer Bischof
- Chris Lorenzo (* 1988), britischer DJ und Musikproduzent
- Elias Lorenzo (* 1960), US-amerikanischer Ordensgeistlicher, Abt und Weihbischof in Newark
- Fabrizia Di Lorenzo (1985–2016), Mordopfer, siehe Anschlag auf den Berliner Weihnachtsmarkt an der Gedächtniskirche
- Fernando Lorenzo Estefan (* 1960), uruguayischer Politiker und Wirtschaftswissenschaftler
- Fernando García Lorenzo (1912–1990), spanischer Fußballspieler
- Fernando Blanco y Lorenzo (1812–1881), spanischer Ordensgeistlicher und Erzbischof
- Fiorenzo di Lorenzo (≈1440–1522), italienischer Maler
- Francesca Di Lorenzo (* 1997), US-amerikanische Tennisspielerin
- Francis Xavier DiLorenzo (1942–2017), US-amerikanischer Geistlicher, Bischof von Richmond
- Frank Lorenzo (* 1940), US-amerikanischer Manager
- Giovanni Lorenzo (Boxer) (* 1980), dominikanischer Profiboxer
- Giovanni di Lorenzo (* 1959), deutscher Journalist und Moderator
- Giovanni Di Lorenzo (* 1993), italienischer Fußballspieler
- Giuseppe de Lorenzo (1871–1957), italienischer Geologe und Übersetzer
- Iván Lorenzo (* 1986), andorranischer Fußballspieler
- José Lorenzo Sartori (1932–2018), katholischer Bischof
- Jorge Lorenzo (* 1987), spanischer Motorradrennfahrer
- Juan Carlos Lorenzo (1922–2001), argentinischer Fußballspieler und -trainer
- Lucian Lorenzo (* 1979), südafrikanischer Eishockeytorwart
- Néstor Lorenzo (* 1966), argentinischer Fußballspieler
- Nowend Lorenzo (* 2002), dominikanischer Fußballspieler
- Ottavio di Lorenzo († 2012), italienischer Journalist und Nachrichtensprecher
- Pomez di Lorenzo (* 1963), deutscher Produzent und Songwriter
- Romani Lorenzo, eigentlicher Name von Scrufizzer (* 1990), englischer Grime-Musiker
- Ruth Lorenzo (* 1982), spanische Sängerin und Komponistin
- Sandra Lorenzo (* 1990), spanische Taekwondoin
- Tina Di Lorenzo (1872–1930), italienische Schauspielerin und Stummfilmdarstellerin